# Chrysoperla insulata
Chrysoperla insulata là một loài côn trùng trong họ Chrysopidae thuộc bộ Neuroptera. Loài này được Fraser miêu tả năm 1957.